# Октябрьский взвоз
Октя́брьский взвоз — улица в Томске. Начинается от Большой Подгорной улицы, заканчивается в месте примыкания Октябрьской улицы и улицы Пушкина.

## История
Улица возникла как один из подъёмов (взвозов) на Воскресенскую гору. Для отличия от других взвозов её стали именовать 2-й Воскресенский взвоз, первым был Ефремовский (по предположению ряда исследоватей — ныне подъём в гору по улице Бакунина от улицы Обруб, а возможно — один из несуществующих ныне въездов на гору).
Поскольку по этой улице ещё и спускались, она приобрела и другое название — Раскат.
Из-за крутизны склонов застройка улицы была фрагментарной. Известны случаи обрушения грунта, приводившие к несчастным случаям.
На вершине Воскресенской горы, куда вёл взвоз, в 1789—1807 года была воздвигнута каменная Воскресенская церковь.
Двухэтажный дом в начале улицы (№ 2) был приобретён (1896) и приспособлен для акушерского пункта А. Е. Кухтериным, роддом находился здесь по 1910-е годы.

## Новая история
6 октября 1927 года улица была переименована в Октябрьский взвоз.
В 1936 году было прекращено богослужение в Воскресенской церкви. Возвращение церкви РПЦ произошло только в 1995 году, церковь была вторично освящена 16 августа.
В 1950-е годы улица была реконструирована, устроены пешеходный тротуар и подпорные стены. Работы проводились силами студентов Томского инженерно-строительного института. Уже через десяток лет эта студенческая постройка представляла собой жалкое зрелище, а к концу 1970-х годов превратилась в руины, коими и была до 2004 года, когда была почти полностью демонтирована, осталась лишь часть фундамента со стороны церкви, которая держала склон, также порядком оползший. После этого подпорные стены и тротуар были заново отстроены, сохраняя прежний облик. Эти работы проводились к 400-летию Томска. Несколько лет спустя ТГАСУ была установлена мемориальная доска, гласящая о том, что взвоз построен силами студентов ТИСИ в конце 1950-х годов. Эта доска вводит в заблуждение, так как постройка является новоделом XXI века.
В 2006 году томской городской думой принималось решение о возвращении улице названия Воскресенский взвоз, которое вскоре было отменено.

## Достопримечательности

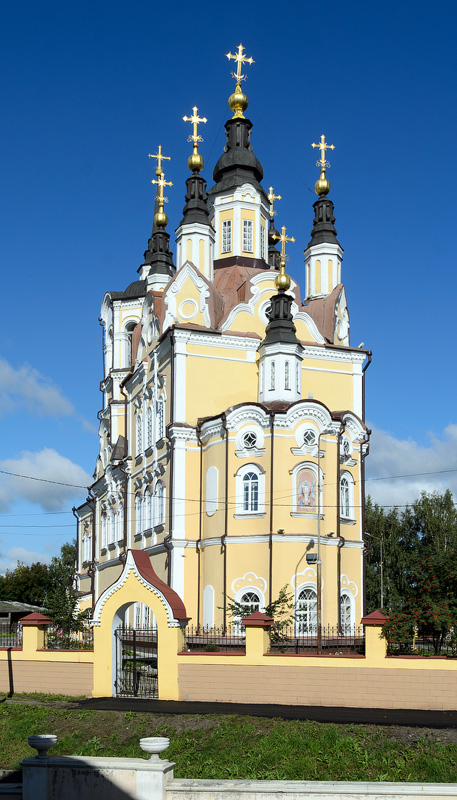

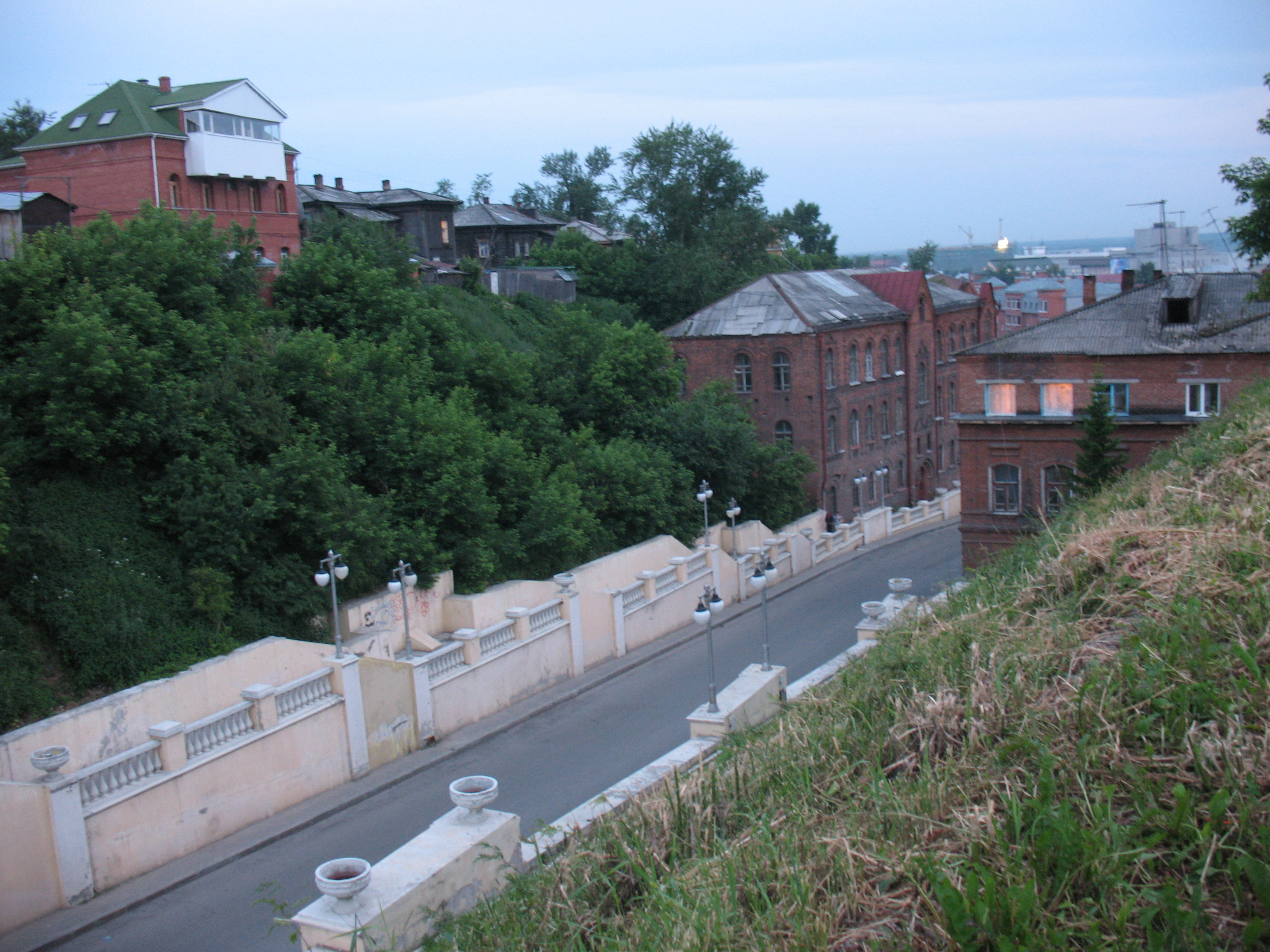
Октябрьский взвоз. Вид с Воскресенской горы

д. 10 — Воскресенская церковь (1789—1807), объект культурного наследия федерального значения